# Gillian Sheen
Gillian Sheen, född 21 augusti 1928 i Willesden i Brent i London, död 5 juli 2021 i Auburn, New York, var en brittisk fäktare.
Sheen blev olympisk guldmedaljör i florett vid sommarspelen 1956 i Melbourne.